# Kirjalansaari

Kirjalaön (finnois : Kirjalansaari) est une île de l'archipel de Turku à Pargas en Finlande.

## Géographie
Kirjalansaari est situé entre Kuusisto et Kirkkosaari. 
Le pont de Kirjalansalmi relie le nord de l'île à la municipalité de Kaarina.
Le pont d'Hessundinsalmi relie le sud de l'île au centre de Parainen. 
À l'ouest de Kirjalansaari se trouve Vappari et à l'est se trouve Lielahdensaari. 
Kirjalansaari s'est rattachée avec l'île voisine Lielahdensaari, et leur superficie combinée est de 49 kilomètres carrés.